# Teodoro Viero
Teodoro Viero, né le 19 mars 1740 à Bassano del Grappa et mort en 1819 ou 1821  à Venise, est un graveur, peintre et éditeur italien, actif à Venise.

## Biographie
Teodoro Viero naît le 19 mars 1740 à Bassano del Grappa. Il est l'élève de Nicolò Cavalli, Giovanni Marco Pitteri et Francesco Bartolozzi, auprès desquels il apprend l'art de la gravure. Il exerce les métiers de peintre miniature, graveur et éditeur à Venise. Il se spécialise dans les vues de Venise. Il édite dans cette ville un nombre important de planches par Giampiccoli, Pietro Monaco (it) et V. le Fevre. Dans la boutique d'art qu'il a créé, paraissent, outre des feuilles isolées de V. G. Giampiccoli, 48 paysages d'après M. Ricci, et le grand livre de P. Monaco : Raccolta di opere scelte rapres. la storia del Vecchio et Nuovo testamento - 112 stampe, incise da P. Monaco 1740 ff. La nouvelle édition de l'œuvre de V. le Febre parait aussi chez lui : Raccolta di opere scelte di Tiziano, A. Regillo , G. Robusti, P. Cagliari etc., ed. da S. Monaigo e da A. Zucchi 1786, gr. imp. fol. Il grave plusieurs feuilles sur cuivre. Il reproduit des œuvres de maîtres vénitiens et autres, tels que Bassano, Giambattista Tiepolo, Piazetta, de ce dernier une intéressante série de têtes d'hommes et de femmes. Il peint aussi le portrait en miniature. 
Teodoro Viero meurt en 1795 à Venise,, le 2 août 1819, ou selon certaines sources le 2 octobre 1821. Il est l'oncle maternel de Luigi Schiavonetti.

## Œuvres
- David, Salomon, Judith, Esther, 4 feuilles d'après Zucchi et Amigoni, fol[6].
- La Nativité, à droite un soldat avec l'étendard, d'après J. Bassano , petit fol[6].
- La Sainte Vierge. Vierge sur des nuages apparaît à St. Philippe Néri et plusieurs enfants, d'après le tableau de G. B. Cignarolli de la P. P. S. Philippi Neri à Venise, et d'après le dessin de F. Majotto, feuille principale, s. gr. fol[6].
- La Passion de Jésus-Christ, d'après D. Tiepolo, 14 feuilles avec titre, fol[6].
- La Décapitation de l'apôtre Paul, d'après le tableau de A. Algardi à S. Paolo à Bologne. Belle feuille, gr. fol[6].
- La Madeleine pénitente, portrait en buste d'après L. Giordano, gr. 8[6].
- St. Catharina Virgo et Martyr. Teodoro Viero sc. Rare feuille, petit feuillet[6].
- Scène domestique, Une mère entourée de cinq enfants, à gauche quatre hommes qui entrent. D'après P. Piatti et G. Varotti. T. Viero sc. forma Venezia, gr. qu. fol. Teodoro Viero a gravé une suite de huit représentations tirées de la vie populaire, représentant les étapes de la vie d'une paysanne, d'après les maîtres cités.
- Une suite de 12 têtes d'hommes et de femmes en grandeur nature, belles feuilles d'après G. B. Piazetta, gr. fol[6].
- Joh. Bapt. Piazetta, fol[6].
- F. Zuccarelli, fol[6].
- J.  B. Crescentini, fol[6].
- Pietro Longhi, fol[6].